# Drypetes fernandopoana
Drypetes fernandopoana là một loài thực vật có hoa trong họ Putranjivaceae. Loài này được Brenan mô tả khoa học đầu tiên năm 1953.